# Trufa

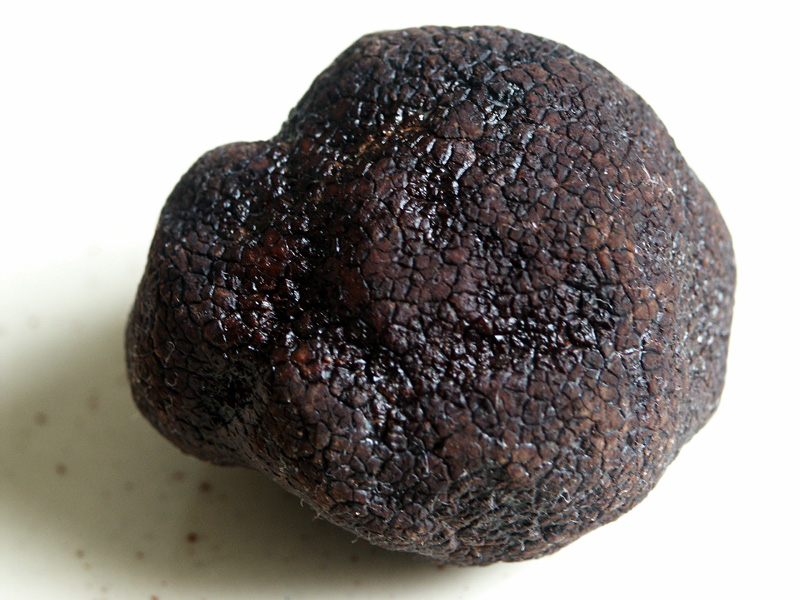
Trufa negra (Tuber melanosporum)

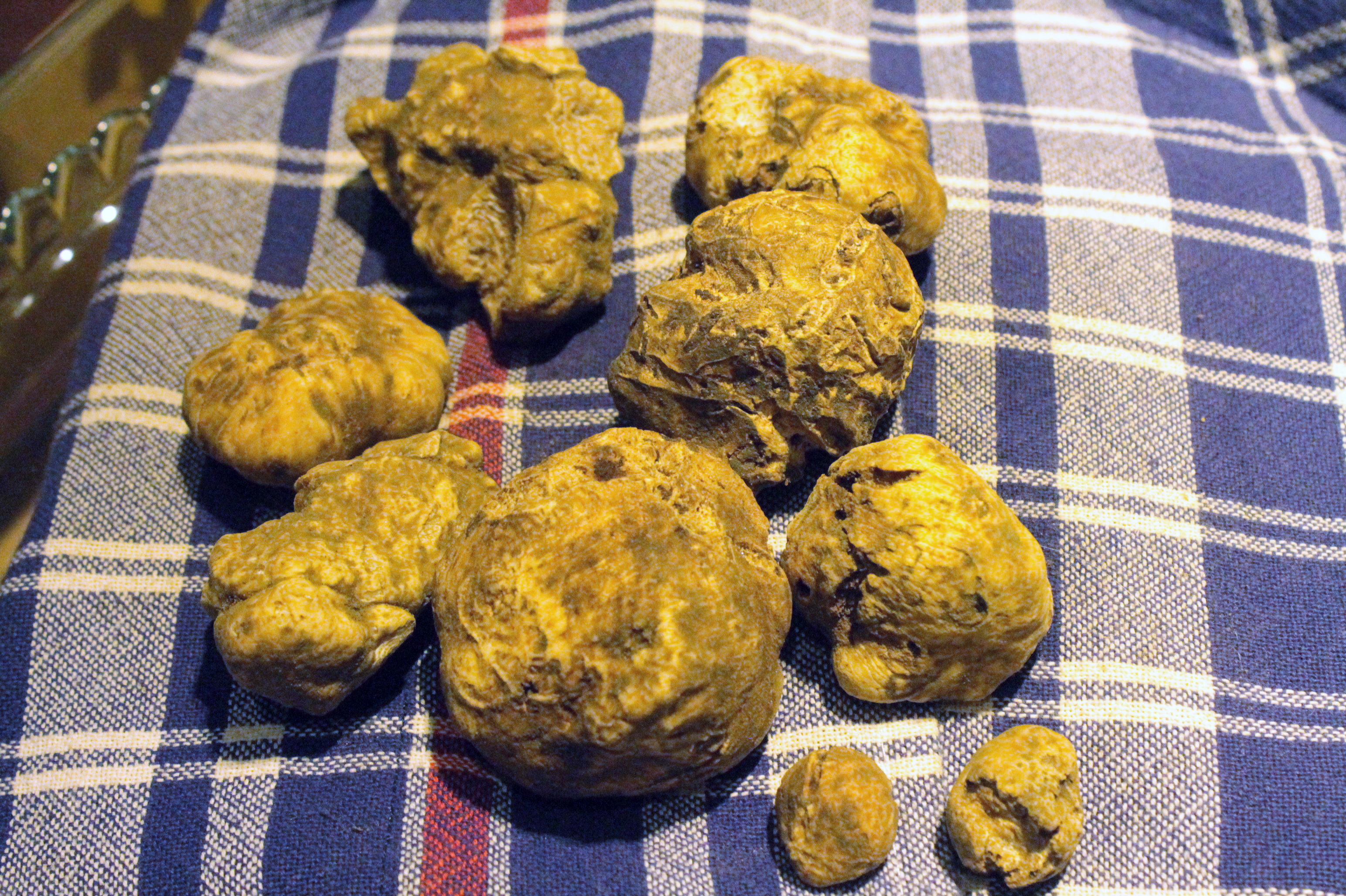
Trufas blancas de San Miniato

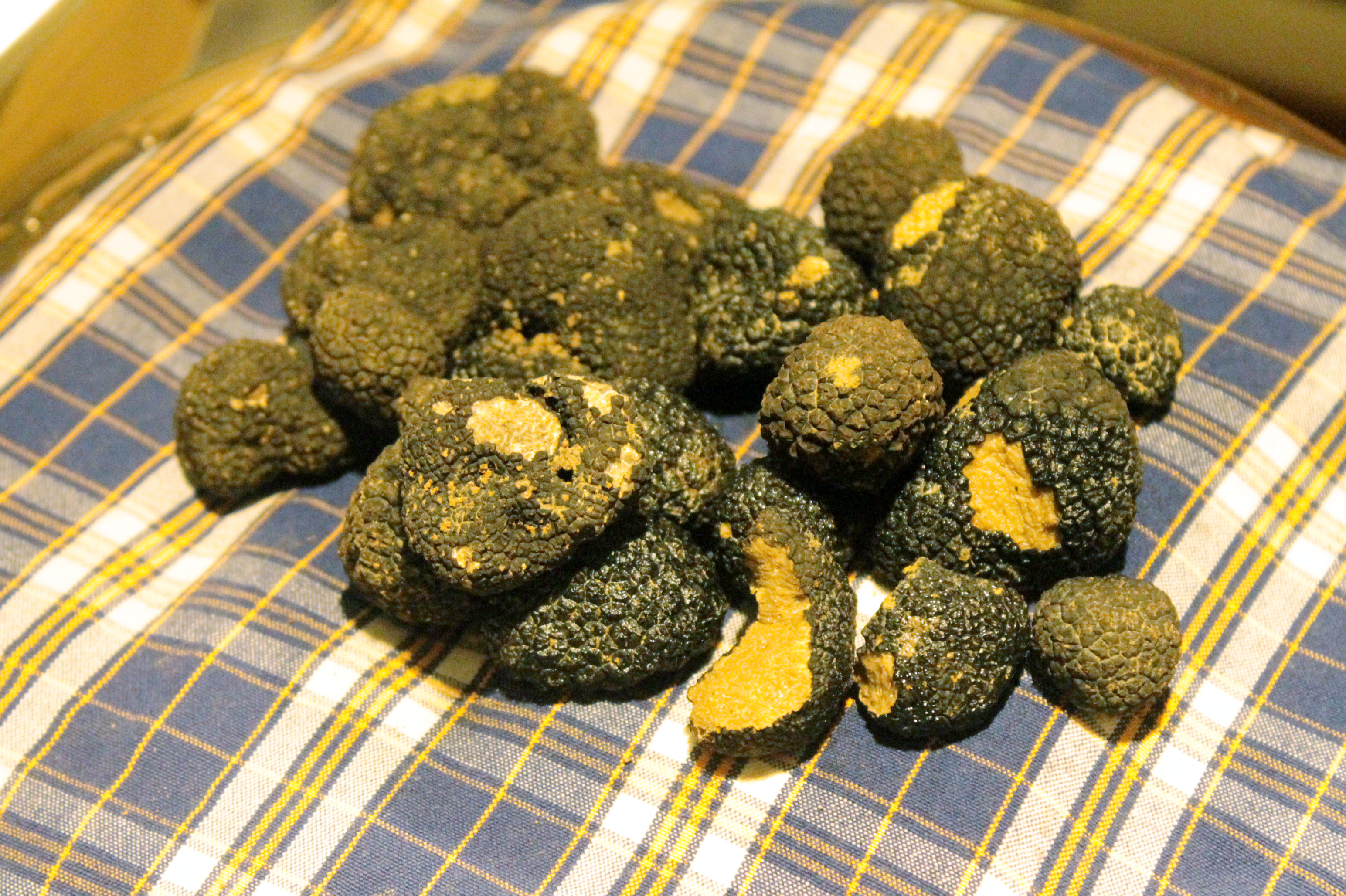
Trufas negras de San Miniato

La trufa es el cuerpo fructífero de un hongo ascomiceto subterráneo, predominantemente una de las muchas especies del género Tuber. Además de Tuber, muchos otros géneros de hongos se clasifican como trufas, incluidos Geopora, Peziza, Choiromyces, Leucangium y más de cien más. Estos géneros pertenecen a la clase Pezizomycetes y al orden Pezizales. Varios basidiomicetos similares a trufas están excluidos de Pezizales, incluidos Rhizopogon y Glomus, así como también algunos ascomicetos como Elaphomycetaceae que pertenecen a la clase Eurotiomycetes. Las trufas son hongos ectomicorrízicos, por lo que generalmente se encuentran en estrecha asociación con las raíces de los árboles. La dispersión de esporas se logra a través de los fungívoros, animales que comen hongos. Estos hongos tienen importantes funciones ecológicas en el ciclo de nutrientes y la tolerancia a la sequía.
Algunas de las especies de trufas son muy apreciadas como alimento. El gastrónomo francés Jean Anthelme Brillat-Savarin llamó a las trufas "el diamante de la cocina". Las trufas comestibles se utilizan en Francia y en numerosas altas cocinas nacionales. Las trufas se cultivan y cosechan en entornos naturales.

## Historia

### Antigüedad
La primera mención de las trufas aparece en las inscripciones de los neosumerios sobre los hábitos alimenticios de su enemigo amorreo (III dinastía de Ur, siglo XX AC). y más tarde en los escritos de Teofrasto en el siglo IV AC. En la época clásica, sus orígenes fueron un misterio que desafió a muchos; Plutarco y otros pensaron que eran el resultado de los rayos, el calor y el agua en el suelo, mientras que Juvenal pensó que los truenos y la lluvia fueron fundamentales en su origen. Cicerón los consideraba hijos de la tierra, mientras que Dioscórides pensaba que eran raíces tuberosas.
Roma y Tracia en el período clásico identificaron tres tipos de trufas: Tuber melanosporum , T. magnificus y T. magnatum. En cambio, los romanos utilizaron una variedad de hongos llamados terfez, también llamadas a veces trufa del desierto. Los terfez utilizados en Roma procedían de Lesbos, Cartago y especialmente de Libia, donde el clima costero era menos seco en la Antigüedad. Su sustancia es pálida, teñida de rosa. A diferencia de las trufas, los terfez tienen poco sabor inherente. Los romanos usaban el terfez como portador de sabor, porque el terfez tiende a absorber los sabores circundantes. De hecho, dado que la cocina romana antigua usaba muchas especias y aromas, los terfez eran apropiados en ese contexto.

### Edad Media
Hay constancia de la utilización de la trufa en la cocina de al-Ándalus, pues aparece en varias elaboraciones de los recetarios andalusíes del siglo XIII, como el del murciano Ibn Razín al-Tugibí, que anuncia un capítulo "sobre los platos de trufas", que desgraciadamente se ha perdido, aunque sí que aparece su uso en algunas de las recetas que contiene. En el recetario anónimo hispano-magrebí de época Almohade, traducido por Huici Miranda, aparecen dos recetas, una que denomina "plato de trufas y carne" y otra "plato de cordero con trufas".
Las trufas rara vez se utilizaron durante la Edad Media. La recolección de trufas es mencionada por Bartolomeo Platina, el historiador papal, en 1481, cuando registró que las cerdas de Notza no tenían igual en la caza de trufas, pero que debían llevar bozal para evitar que se comieran el premio.

### Renacimiento y modernidad
Durante el Renacimiento, las trufas recuperaron popularidad en Europa y fueron honradas en la corte del rey Francisco I de Francia. Eran populares en los mercados parisinos en la década de 1780, importadas estacionalmente de los terrenos de trufa, donde los campesinos los habían disfrutado durante mucho tiempo. Brillat-Savarin (1825) señaló que eran tan caras que aparecían solo en las mesas de los grandes nobles y mantenían a las mujeres. A veces se servían con pavo.

## Cultivo

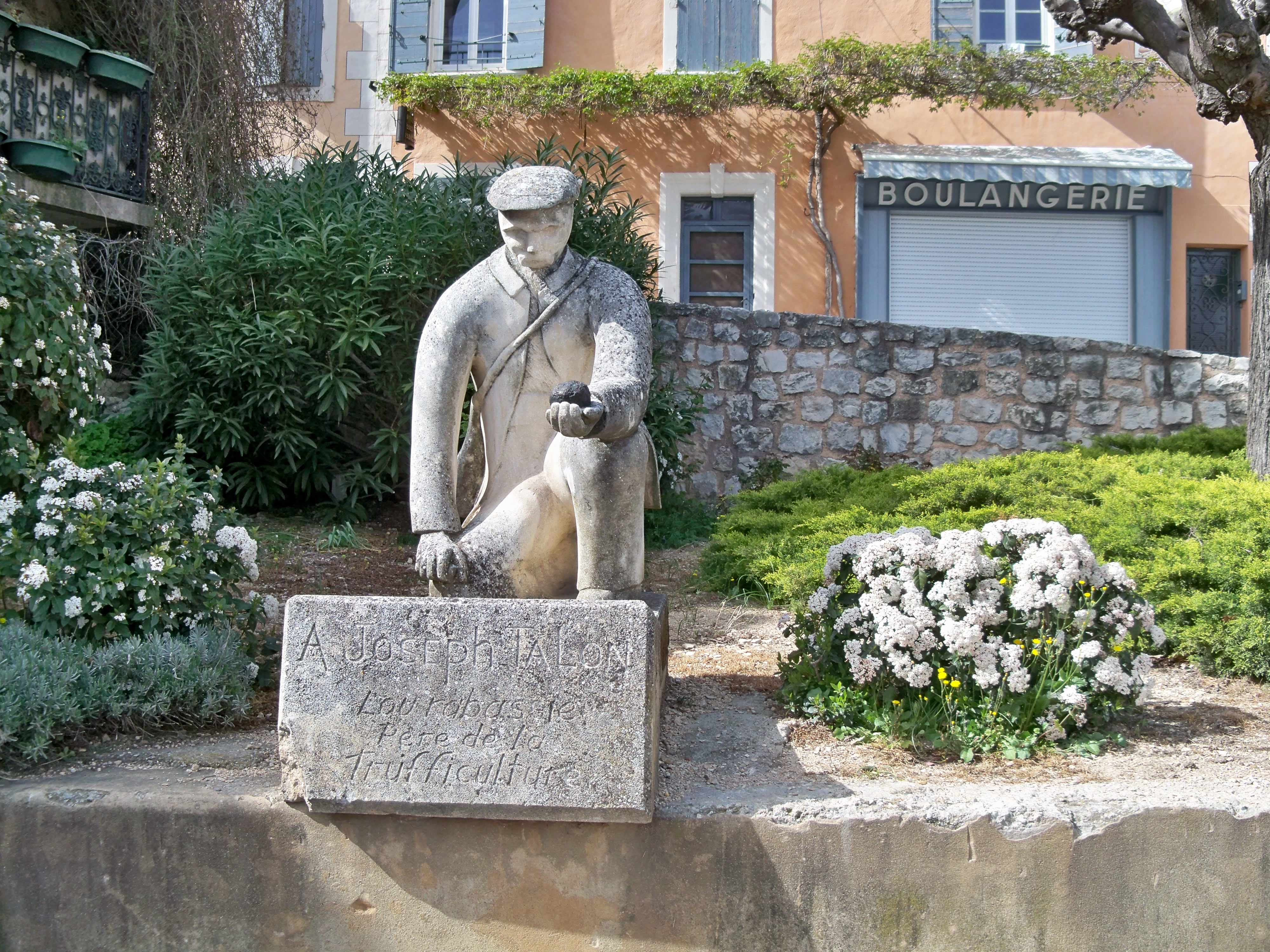
Estatua de Joseph Talon en Saint-Saturnin-lès-Apt

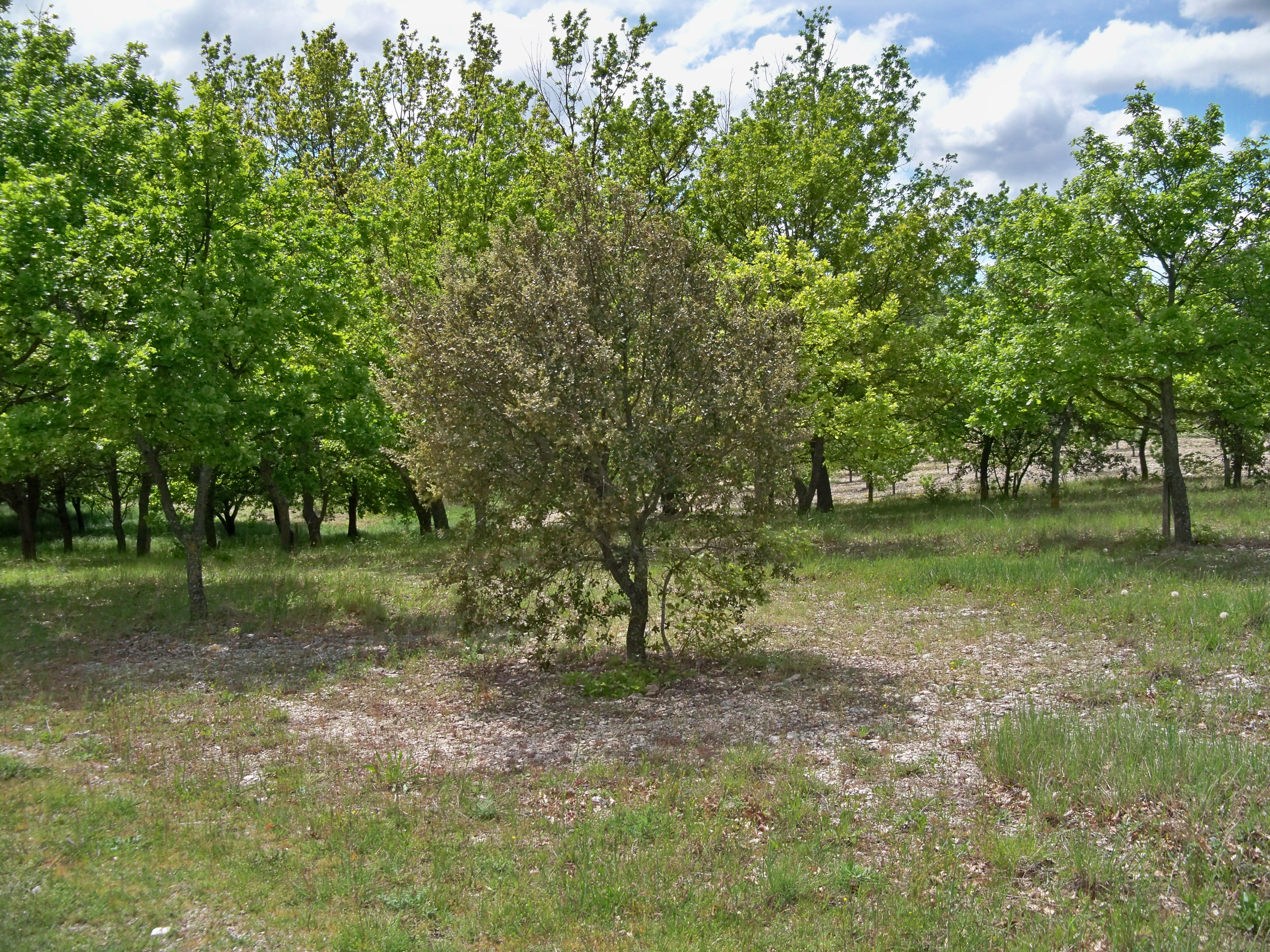
Arboledas de trufas plantadas cerca de Beaumont-du-Ventoux

Las trufas eludieron durante mucho tiempo las técnicas de domesticación, como señaló Jean-Anthelme Brillat-Savarin (1825):
Los hombres más eruditos han tratado de averiguar el secreto y se imaginan haber descubierto la semilla. Sin embargo, sus promesas fueron vanas y ninguna siembra fue seguida de una cosecha. Quizás esto esté bien, porque como uno de los grandes valores de las trufas es su precio, quizás serían menos estimadas si fueran más baratas.
Se pueden cultivar trufas.  Ya en 1808, los intentos de cultivar trufas —práctica conocida en francés como truficultura— tuvieron éxito. La gente había observado durante mucho tiempo que las trufas crecían entre las raíces de ciertos árboles, y en 1808, Joseph Talon, de Apt (departamento de Vaucluse) en el sur de Francia, tuvo la idea de trasplantar algunas plántulas que había recolectado al pie de los robles conocidos por albergar trufas en su sistema de raíces.
Para descubrir cómo cultivar trufas, algunas fuentes ahora dan prioridad a Pierre II Mauléon (1744-1831) de Loudun (en el oeste de Francia), que comenzó a cultivar trufas alrededor de 1790. Mauléon vio una "simbiosis evidente" entre el roble, el suelo rocoso y la trufa, y trató de reproducir tal entorno tomando bellotas de árboles que se sabe que han producido trufas y sembrándolas en suelo calcáreo. Su experimento fue exitoso, con trufas que se encontraron en el suelo alrededor de los robles recién crecidos años más tarde. En 1847, Auguste Rousseau de Carpentras (en Vaucluse) plantó 7 hectáreas de robles (nuevamente de bellotas encontradas en el suelo alrededor de robles productores de trufas), y posteriormente obtuvo grandes cosechas de trufas. Recibió un premio en la Exposición Universal de 1855 en París.

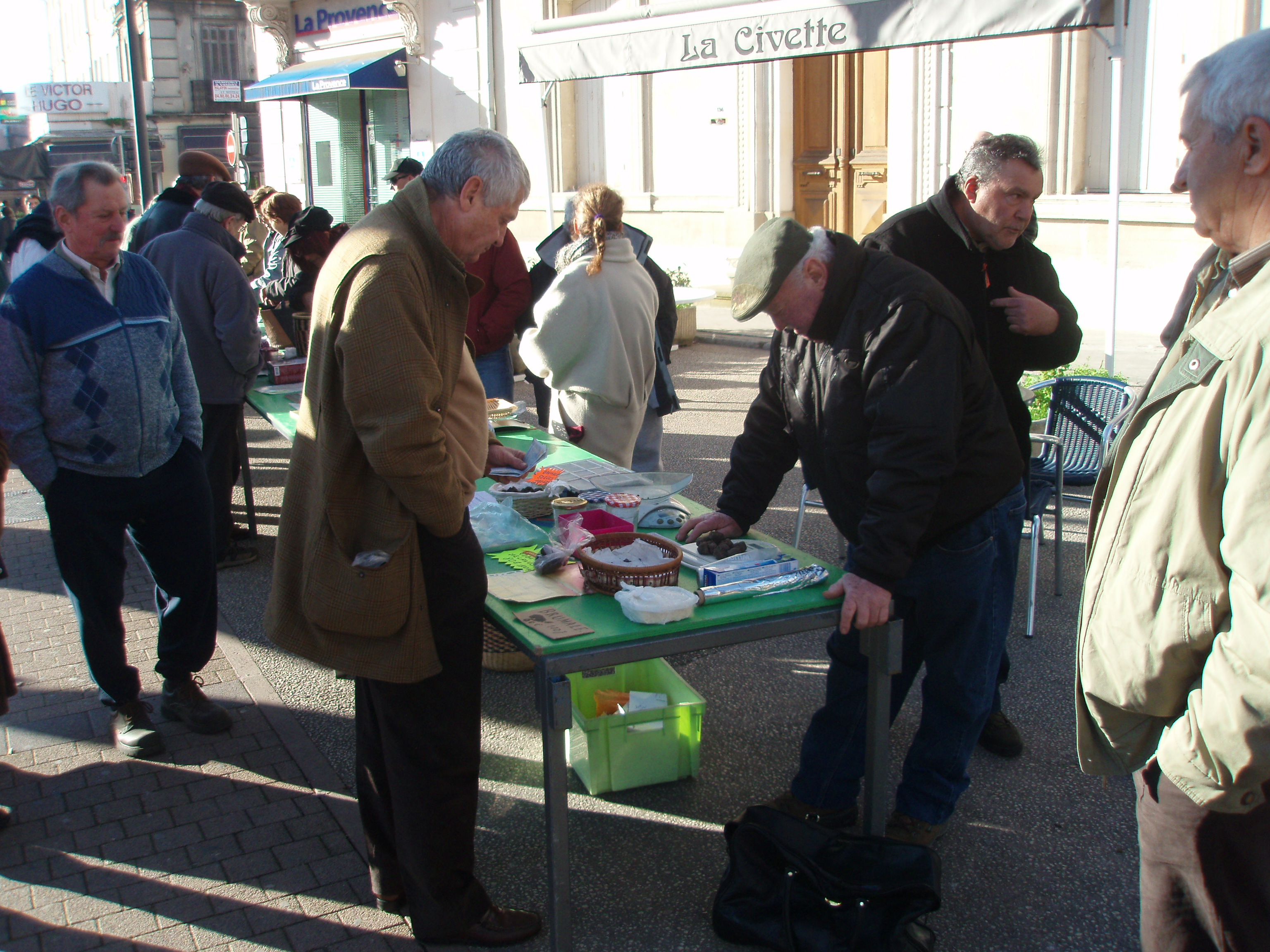
Un mercado de trufas en Carpentras, Francia

Estos intentos exitosos fueron recibidos con entusiasmo en el sur de Francia, que poseía los dulces suelos de piedra caliza y el clima seco y cálido que las trufas necesitan para crecer. A finales del siglo XIX, una epidemia de filoxera destruyó muchos de los viñedos del sur de Francia. Otra epidemia también mató a la mayoría de los gusanos de seda allí, haciendo inútiles los campos de moreras. Así, se dejaron en libertad grandes extensiones de tierra para el cultivo de trufas. Se plantaron miles de árboles productores de trufas y la producción alcanzó picos de cientos de toneladas a fines del siglo XIX. En 1890, se plantaron 75.000 hectáreas de árboles productores de trufas.
En el siglo XX, con la creciente industrialización de Francia y el posterior éxodo rural, muchos de estos campos de trufas (campos truferos o truffières) volvieron a la naturaleza. La Primera Guerra Mundial también asestó un duro golpe al campo francés, matando al 20% o más de la fuerza de trabajo masculina. Como consecuencia, se perdieron las técnicas de truficultura recién adquiridas. Entre las dos guerras mundiales, las trufas plantadas en el siglo XIX dejaron de ser productivas. (El ciclo de vida promedio de un árbol productor de trufas es de 30 años). En consecuencia, después de 1945, la producción de trufas se desplomó y los precios aumentaron drásticamente. En 1900, la mayoría de la gente usaba trufas, y en muchas ocasiones. Hoy en día, son un manjar raro reservado para los ricos, o utilizado en ocasiones muy especiales.
En la década de 1970, se iniciaron nuevos intentos de producción masiva de trufas para compensar la disminución de las trufas silvestres. Aproximadamente el 80% de las trufas que se producen actualmente en Francia proceden de plantaciones de trufas especialmente plantadas. Se están realizando inversiones en plantaciones cultivadas en muchas partes del mundo utilizando riego controlado para una producción regular y resistente. Existen áreas de cultivo de trufas en numerosos países.
Una fase crítica del cultivo es el control de calidad de las plantas micorrízicas. Se necesitan entre 7 y 10 años para que las trufas desarrollen su red micorrízica, y solo después de que las plantas hospedantes entren en producción. Un análisis completo del suelo para evitar la contaminación por otros hongos dominantes y un control muy estricto de la formación de micorrizas son necesarios para asegurar el éxito de una plantación. La inversión total por hectárea para una plantación irrigada y sellada (contra jabalíes) puede costar hasta 10.000 €. Teniendo en cuenta el nivel de inversión inicial y el retraso en la madurez, los agricultores que no se han ocupado tanto de las condiciones del suelo como de las condiciones de las plántulas corren un alto riesgo de fracasar.

## Etimología
El origen de la palabra trufa parece ser el término tubérculo, que significa inflamación o bulto, que se convirtió en tufer- y dio lugar a los diversos términos europeos: danés trøffel, holandés truffel, inglés truffle, francés truffe, alemán trüffel, τρούφα trúfa griego, tartufo italiano, trufla polaca, trufa rumana, trufa española y tryffel sueco.
La palabra alemana Kartoffel (‘papa’) deriva del término italiano para trufa debido a similitudes superficiales. En portugués, las palabras trufa y túbera son sinónimos, esta última más cercana al término latino.

## Filogenia y especies

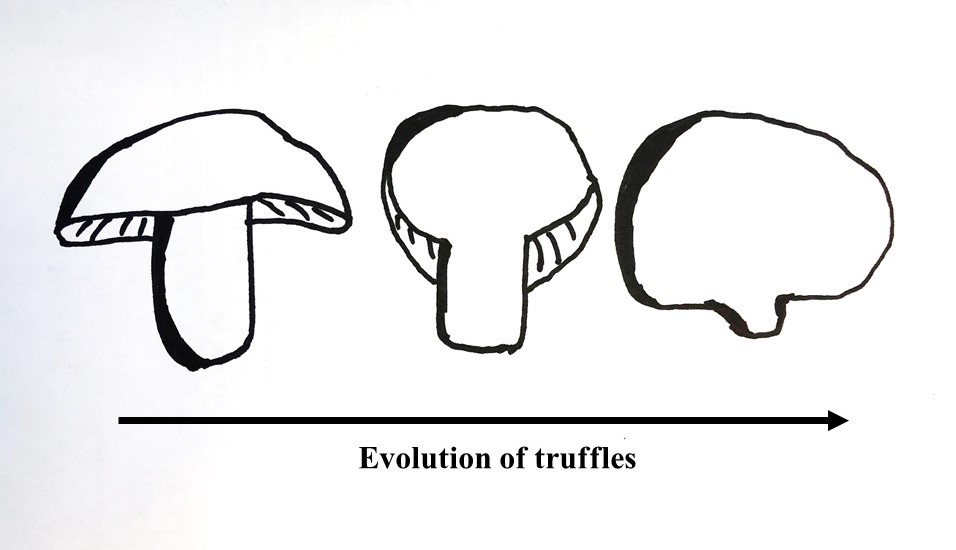
Evolución de cuerpos fructíferos subterráneos a partir de hongos aéreos

El análisis filogenético ha demostrado la evolución convergente del modo trófico ectomicorrízico en diversos hongos. El subfilo, Pezizomycotina, que contiene el orden Pezizales, tiene aproximadamente 400 millones de años. Dentro del orden Pezizales, los hongos subterráneos evolucionaron independientemente al menos quince veces. Dentro de Pezizales se encuentran las familias Tuberaceae, Pezizaceae, Pyronematacae y Morchellaceae. Todas estas familias contienen linajes de hongos subterráneos o trufados.
El fósil ectomicorrízico más antiguo es del Eoceno hace unos 50 millones de años. Esto indica que los cuerpos blandos de los hongos ectomicorrízicos no se fosilizan fácilmente. El mecanismo de relojería molecular ha sugerido que la evolución de los hongos ectomicorrízicos ocurrió hace aproximadamente 130 millones de años.
La evolución de cuerpos fructíferos subterráneos ha surgido en numerosas ocasiones en Ascomycota, Basidiomycota y Glomeromycota. Por ejemplo, los géneros Rhizopogon e Hysterangium de Basidiomycota forman cuerpos fructíferos subterráneos y desempeñan papeles ecológicos similares a los de la trufa formando ascomicetos. Los antepasados de los géneros Geopora, Tuber y Leucangium de Ascomycota se originaron en Laurasia durante la era Paleozoica.
La evidencia filogenética sugiere que la mayoría de los cuerpos fructíferos subterráneos evolucionaron a partir de hongos sobre el suelo. Con el tiempo, se redujeron los estípites y las tapas de los hongos, y las tapas empezaron a encerrar el tejido reproductivo. La dispersión de las esporas sexuales pasó del viento y la lluvia a la utilización de animales.
La filogenia y biogeografía del género Tuber fue investigada en 2008 utilizando espaciadores transcritos internos (ITS) de ADN nuclear y reveló cinco clados principales (Aestivum, Excavatum, Rufum, Melanosporum y Puberulum); esto se mejoró y expandió posteriormente en 2010 a nueve clados principales utilizando grandes subunidades (LSU) de ADN mitocondrial . Los clados Magnatum y Macrosporum se distinguieron del clado Aestivum. El clado Gibbosum se resolvió a diferencia de todos los demás clados, y el clado Spinoreticulatum se separó del clado Rufum.
El hábito de la trufa ha evolucionado de forma independiente entre varios géneros de basidiomicetos. El análisis filogenético ha revelado que los cuerpos fructíferos subterráneos de basidiomicetos, al igual que sus homólogos de ascomicetos, evolucionaron a partir de hongos sobre la tierra. Por ejemplo, es probable que la especie Rhizopogon surgiera de un antepasado compartido con Suillus, un género formador de hongos. Los estudios han sugerido que la selección de cuerpos fructíferos subterráneos entre ascomicetos y basidiomicetos ocurrió en ambientes con agua limitada.

### Negra
La trufa negra o trufa negra del Périgord (Tuber melanosporum), la segunda especie de mayor valor comercial, lleva el nombre de la región de Périgord en Francia. Las trufas negras se asocian con robles, avellanos, cerezos y otros árboles de hoja caduca y se cosechan a finales de otoño e invierno. La secuencia del genoma de la trufa negra se publicó en marzo de 2010.

### Verano o Burdeos

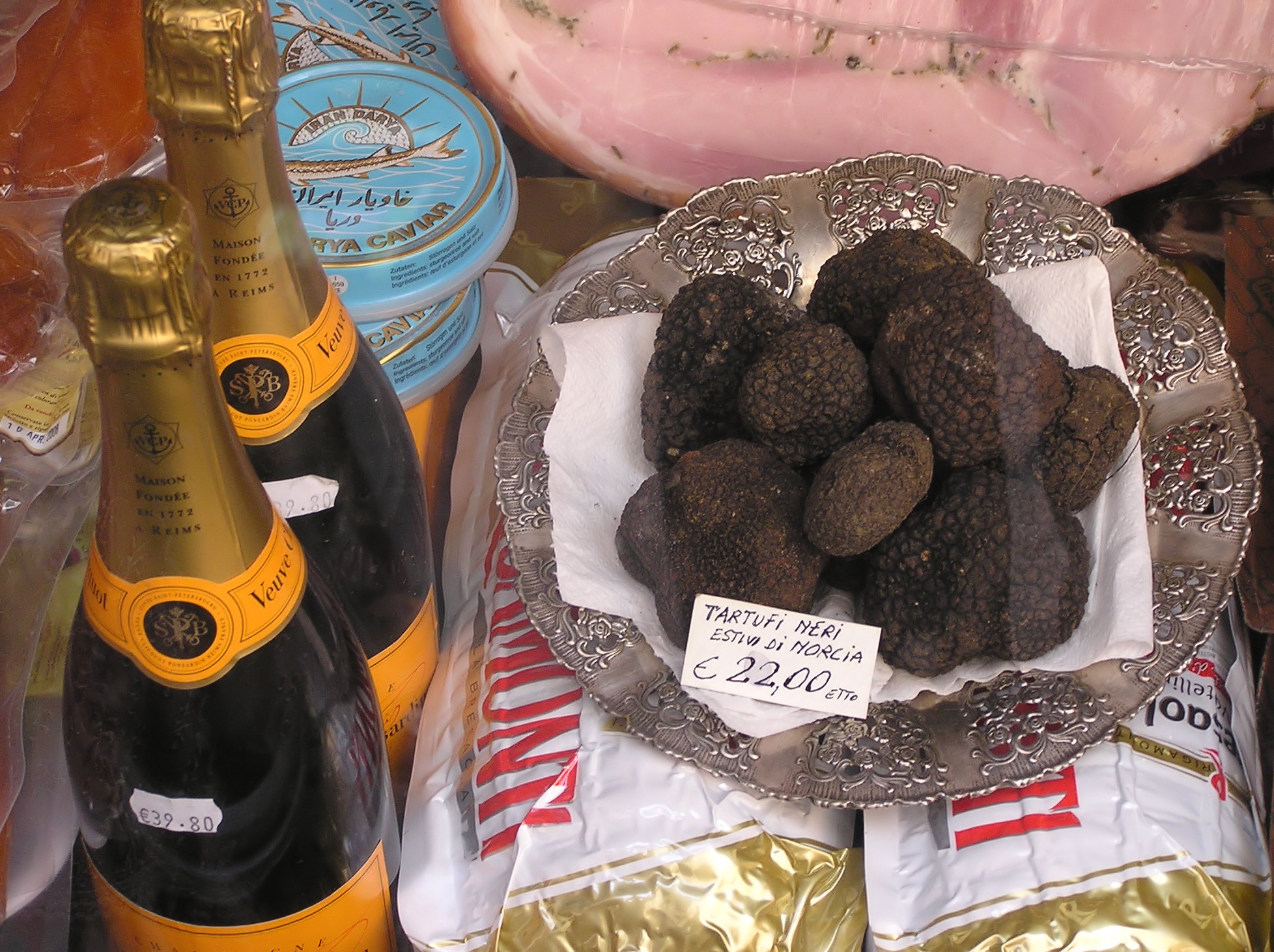
Trufas de verano en una tienda en Roma

La trufa negra de verano (Tuber aestivum) se encuentra en toda Europa y es apreciada por su valor culinario. Las trufas de Borgoña (denominadas Tuber uncinatum, pero de la misma especie) se recolectan en otoño hasta diciembre y tienen una pulpa aromática de un color más oscuro. Estos se asocian con varios árboles y arbustos.

### Blanca

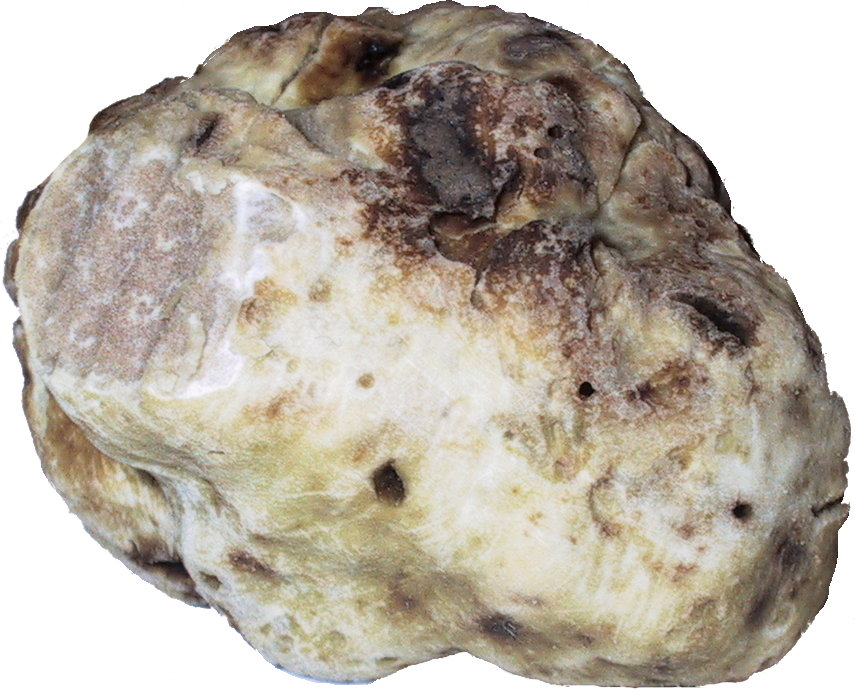
Una trufa blanca lavada y con un corte de esquina para mostrar el interior

Tuber magnatum, la trufa blanca de alto valor o Tartufo bianco d'Alba ("Trufa blanca de Alba", en italiano), se encuentra principalmente en las áreas de Langhe y Monferrato de la región del Piamonte, en el norte de Italia, y las más famosas son las procedentes de las ciudades de Alba y Asti. Un gran porcentaje de las trufas blancas de Italia también provienen de las regiones de Molise y Toscana.
En España, según la normativa gubernamental, las trufas blancas de verano solo se pueden cosechar de mayo a julio.

### Blanquecina
La trufa blanquecina (Tuber borchii) es una especie similar nativa de las regiones de Abruzzo, Romaña, Umbría, Marche, Toscana y Molise. Según los informes, no es tan aromática como las del Piamonte, aunque se dice que las de Città di Castello se acercan bastante.

### Geopora
Geopora spp. son socias ectomicorrízicas importantes de los árboles en los bosques y los bosques de todo el mundo. Pinus edulis, una especie de pino muy extendida en el suroeste de los Estados Unidos, depende de Geopora para la adquisición de nutrientes y agua en ambientes áridos. Como otros hongos trufados, Geopora produce esporocarpos subterráneos como medio de reproducción sexual. Geopora cooperi, también conocida como trufa de pino o trufa borrosa, es una especie comestible de este género.

### Otras
Una trufa menos común es la "trufa de ajo" (Tuber macrosporum).
En el noroeste del Pacífico de los Estados Unidos, varias especies de trufas se cosechan tanto de forma recreativa como comercial, entre las que destaca la Leucangium carthusianum, trufa negra de Oregón; Tuber gibbosum, trufa blanca de primavera de Oregón; y Tuber oregonense, la trufa blanca de invierno de Oregón. Kalapuya brunnea, la trufa marrón de Oregón, también se ha cosechado comercialmente y tiene una nota culinaria.
La trufa de nuez (Tuber lyonii) se encuentra en el sur de los Estados Unidos, generalmente asociado con nogales. Los chefs que han experimentado con ellas coinciden en que "son muy buenas y tienen potencial como producto alimenticio". Aunque los agricultores de nueces las encontraban junto con las nueces y las desechaban, considerándolas una molestia, se venden a unos 160 dólares la libra y se han utilizado en algunos restaurantes gurmé.

## Organismos similares
El término trufa se ha aplicado a varios otros géneros de hongos subterráneos similares. Los géneros Terfezia y Tirmania de la familia Terfeziaceae se conocen como las trufas del desierto de África y Oriente Medio. Pisolithus tinctorius, que históricamente se comía en partes de Alemania, a veces se llama trufa de Bohemia.

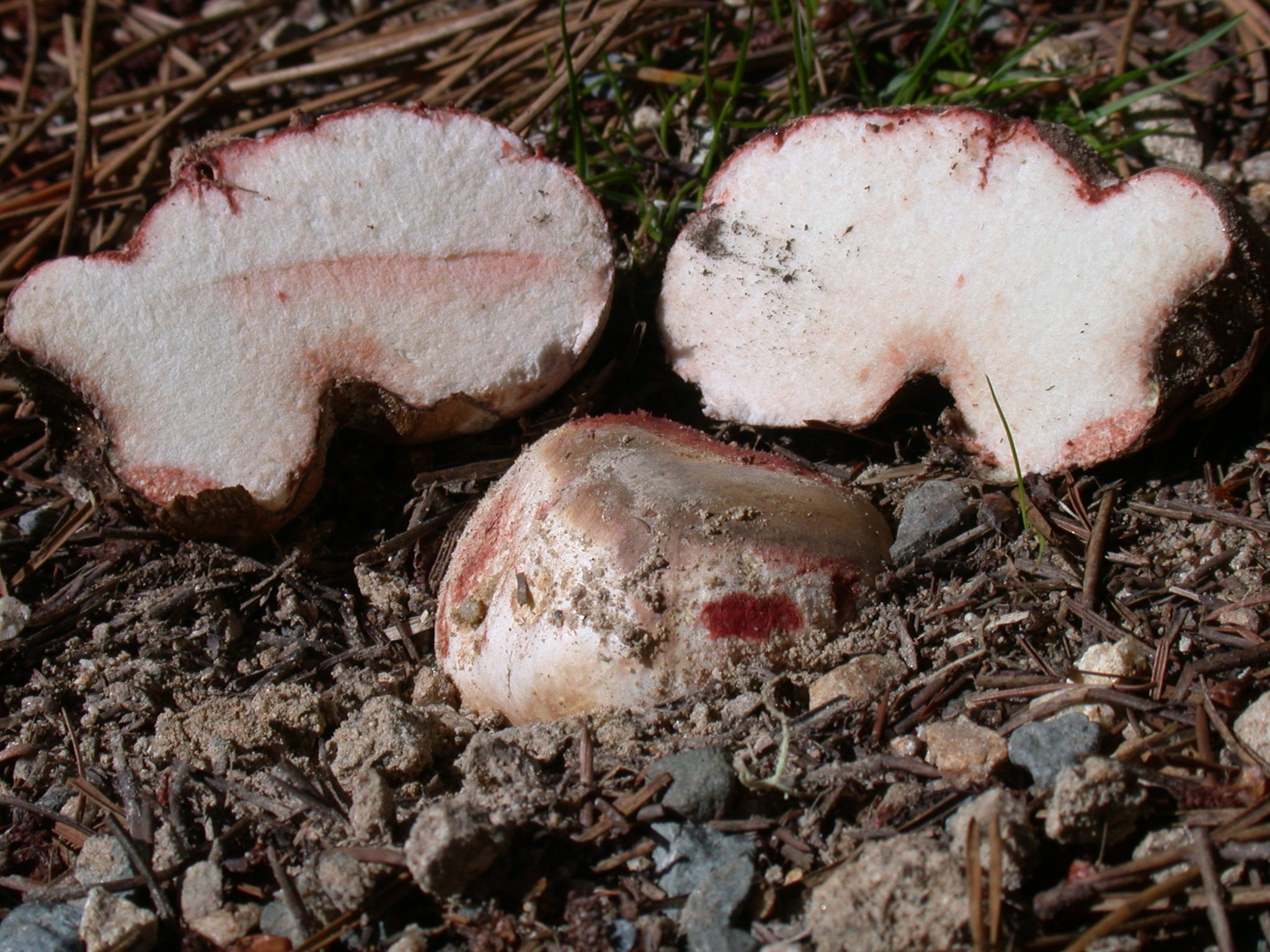
Trufa Rhizopogon

Rhizopogon spp. son miembros ectomicorrízicos de Basidiomycota y del orden Boletales, un grupo de hongos que típicamente forman cuerpos fructíferos. Al igual que sus homólogos de ascomicetos, estos hongos son capaces de crear cuerpos fructíferos parecidos a la trufa. Rhizopogon spp. son ecológicamente importantes en los bosques de coníferas donde se asocian con varios pinos, abetos y abetos de Douglas. Además de su importancia ecológica, estos hongos también tienen valor económico. Rhizopogon spp. se utilizan comúnmente para inocular plántulas de coníferas en viveros y durante la reforestación.
Hysterangium spp. son miembros ectomicorrízicos de Basidiomycota y del orden Hysterangiales que forman esporocarpos similares a las verdaderas trufas.  Estos hongos forman capas miceliales de hifas vegetativas que pueden cubrir entre el 25 y el 40% del suelo del bosque en los bosques de abetos de Douglas, contribuyendo así a una parte significativa de la biomasa presente en los suelos. Al igual que otros hongos ectomicorrízicos, Hysterangium spp. desempeñan un papel en el intercambio de nutrientes en el ciclo del nitrógeno al acceder al nitrógeno no disponible para las plantas hospedantes y al actuar como sumideros de nitrógeno en los bosques.
Glomus spp. son micorrizas arbusculares de la clase Glomeromycetes dentro del orden Glomerales. Los miembros de este género tienen una baja especificidad de hospedador, y se asocian con una variedad de plantas que incluyen maderas duras, herbáceas, arbustos y pastos. Estos hongos ocurren comúnmente en todo el hemisferio norte.
Los miembros de la familia Elaphomycetaceae a menudo se confunden con trufas.

## Ecología
Los micelios de las trufas forman relaciones simbióticas y micorrízicas con las raíces de varias especies de árboles, como haya, abedul, avellano, carpe , roble, pino y álamo. Los hongos ectomicorrízicos mutualistas como las trufas proporcionan nutrientes valiosos a las plantas a cambio de carbohidratos. Los hongos ectomicorrízicos carecen de la capacidad de sobrevivir en el suelo sin sus anfitriones vegetales. De hecho, muchos de estos hongos han perdido las enzimas necesarias para la obtención de carbono por otros medios. Por ejemplo, los hongos de la trufa han perdido su capacidad de degradar las paredes celulares de las plantas, lo que limita su capacidad para descomponer la basura vegetal. Las plantas hospedadoras también pueden depender de sus hongos trufados asociados. Geopora , Peziza y Tuber spp. son vitales en el establecimiento de comunidades de robles.
Las especies de Tuber prefieren suelos arcillosos o calcáreos que estén bien drenados y sean neutros o alcalinos . La trufa de Tuber da frutos durante todo el año, dependiendo de la especie, y se puede encontrar enterrada entre la hojarasca y el suelo. La mayor parte de la biomasa fúngica se encuentra en las capas de humus y hojarasca del suelo.

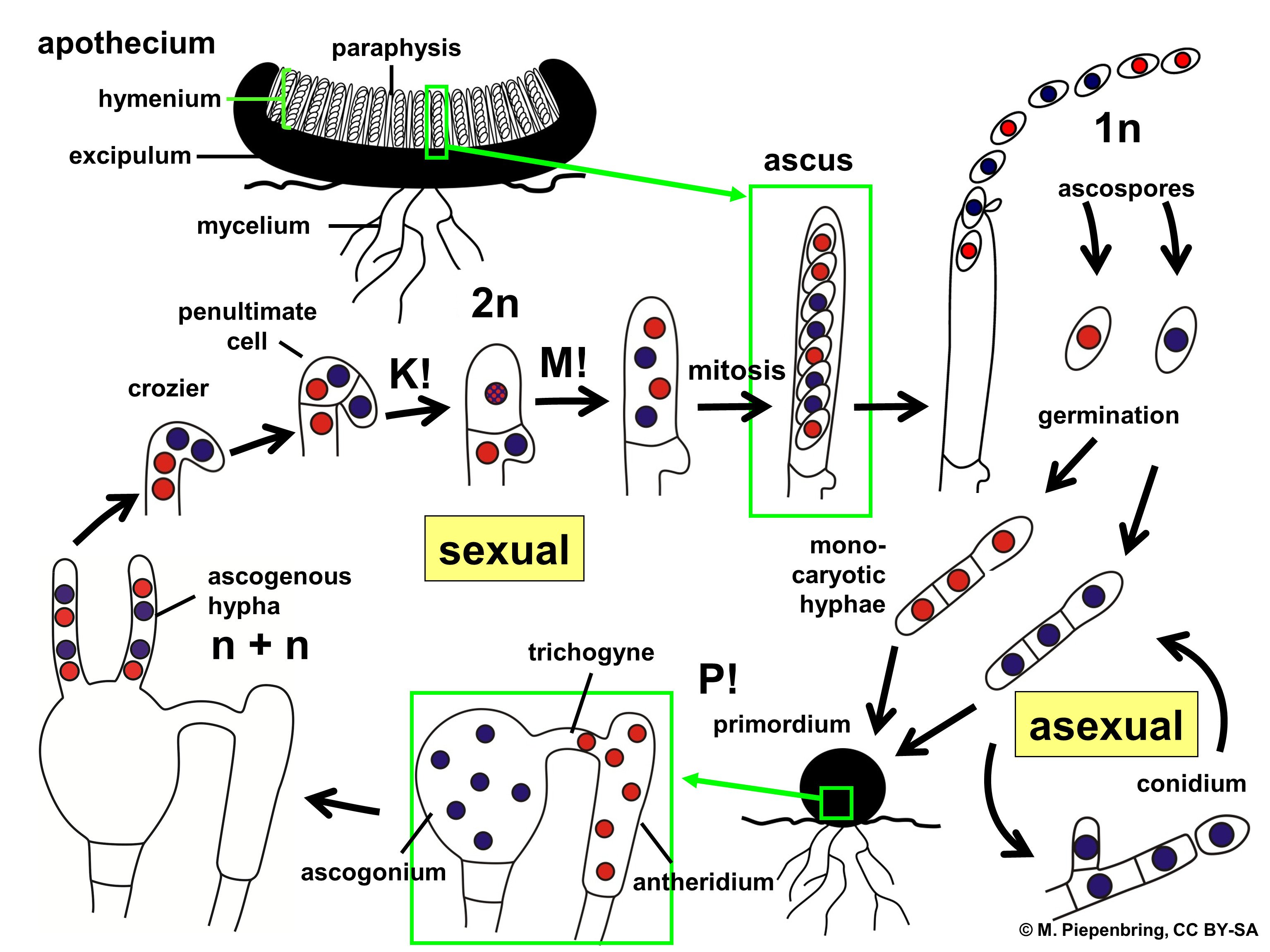
El ciclo de vida del orden Pezizales en Ascomycota.

La mayoría de los hongos de la trufa producen esporas asexuales (mitosporas o conidios) y esporas sexuales (meiosporas o ascosporas / basidiosporas). Los conidios se pueden producir más fácilmente y con menos energía que las ascosporas y pueden dispersarse durante eventos de perturbación. La producción de ascosporas consume mucha energía porque el hongo debe asignar recursos a la producción de grandes esporocarpos. Las ascosporas nacen dentro de estructuras en forma de saco llamadas ascos, que están contenidas dentro del esporocarpio.
Debido a que los hongos de la trufa producen sus cuerpos fructíferos sexuales bajo tierra, el viento y el agua no pueden propagar las esporas. Por lo tanto, casi todas las trufas dependen de vectores animales micófagos para la dispersión de las esporas. Esto es análogo a la dispersión de semillas en frutos de angiospermas. Cuando las ascosporas están completamente desarrolladas, la trufa comienza a exudar compuestos volátiles que sirven para atraer vectores animales. Para una dispersión exitosa, estas esporas deben sobrevivir al paso a través del tracto digestivo de los animales. Las ascosporas tienen paredes gruesas compuestas de quitina para ayudarlas a soportar el ambiente del sistema digestivo de los animales.
Los vectores animales incluyen aves, ciervos y roedores como ratones de campo, topos, ardillas y ardillas listadas. [1] [53] [58] Muchas especies de árboles, como Quercus garryana, dependen de la dispersión de esporocarpos para inocular individuos aislados. Por ejemplo, las bellotas de Quercus garryana pueden transportarse a un nuevo territorio que carece de los hongos micorrízicos necesarios para su establecimiento. [53]
Algunos animales micófagos dependen de las trufas como su principal fuente de alimento. Las ardillas voladoras, Glaucomys sabrinus, de América del Norte juegan un papel en una simbiosis de tres vías con las trufas y sus plantas asociadas. Gl. sabrinus está particularmente adaptado para encontrar trufas utilizando su refinado sentido del olfato, pistas visuales y memoria a largo plazo de prósperas poblaciones de trufas. Esta intimidad entre los animales y las trufas influye indirectamente en el éxito de las especies de plantas micorrízicas.
Después de que se dispersan las ascosporas, permanecen inactivas hasta que se inicia la germinación por los exudados excretados de las raíces de la planta huésped. Después de la germinación, se forman hifas y buscan las raíces de las plantas hospedantes. Al llegar a las raíces, las hifas comienzan a formar un manto o vaina en la superficie exterior de las puntas de las raíces. Las hifas luego ingresan a la corteza de la raíz intercelularmente para formar la red Hartig para el intercambio de nutrientes. Las hifas pueden extenderse a otras puntas de las raíces colonizando todo el sistema de raíces del huésped. [59] Con el tiempo, el hongo de la trufa acumula suficientes recursos para formar cuerpos fructíferos. La tasa de crecimiento se correlaciona con el aumento de las tasas de fotosíntesis en la primavera a medida que los árboles salen.

### Intercambio de nutrientes
A cambio de carbohidratos, los hongos de la trufa proporcionan a sus plantas hospedantes valiosos micro y macronutrientes. Los macronutrientes vegetales incluyen potasio, fósforo, nitrógeno y azufre, mientras que los micronutrientes incluyen hierro, cobre, zinc y cloruro. [52] En los hongos de la trufa, como en todas las ectomicorrizas, la mayor parte del intercambio de nutrientes se produce en la red Hartig, la red de hifas intercelulares entre las células de las raíces de las plantas. Una característica única de los hongos ectomicorrízicos es la formación del manto en la superficie exterior de las raíces finas. [52]
Se ha sugerido que las trufas se ubican conjuntamente con las especies de orquídeas Epipactis helleborine y Cephalanthera damasonium, [60] aunque este no es siempre el caso.

### Ciclos de nutrientes
Los hongos trufados son ecológicamente importantes en el ciclo de nutrientes. Las plantas obtienen nutrientes a través de sus finas raíces. Los hongos micorrízicos son mucho más pequeños que las raíces finas, por lo que tienen una mayor superficie y una mayor capacidad para explorar los suelos en busca de nutrientes. La adquisición de nutrientes incluye la absorción de fósforo, nitrato o amonio, hierro, magnesio y otros iones. Muchos hongos ectomicorrízicos forman esteras fúngicas en las capas superiores de los suelos que rodean a las plantas hospedantes. Estas esteras tienen concentraciones significativamente más altas de carbono y nitrógeno fijo que los suelos circundantes. Debido a que estas esteras son sumideros de nitrógeno, se reduce la lixiviación de nutrientes.
Las esteras miceliales también pueden ayudar a mantener la estructura de los suelos al mantener la materia orgánica en su lugar y prevenir la erosión. A menudo, estas redes de micelio proporcionan soporte para organismos más pequeños en el suelo, como bacterias y artrópodos microscópicos. Las bacterias se alimentan de los exudados liberados por el micelio y colonizan el suelo que las rodea. Los artrópodos microscópicos, como los ácaros, se alimentan directamente del micelio y liberan valiosos nutrientes para la absorción de otros organismos. Así, los hongos de la trufa, junto con otros hongos ectomicorrízicos, facilitan un sistema complejo de intercambio de nutrientes entre plantas, animales y microbios.

### Importancia en los ecosistemas de tierras áridas
La estructura de la comunidad vegetal a menudo se ve afectada por la disponibilidad de hongos micorrízicos compatibles. En los ecosistemas de tierras áridas, estos hongos se vuelven esenciales para la supervivencia de sus plantas hospedantes al mejorar la capacidad de resistir la sequía. Una especie fundamental en los ecosistemas de tierras áridas del suroeste de los Estados Unidos es Pinus edulis, comúnmente conocido como pino piñonero. P. edulis se asocia con los hongos subterráneos Geopora y Rhizopogon.
A medida que aumentan las temperaturas globales, también lo hace la ocurrencia de sequías severas que afectan negativamente la supervivencia de las plantas de tierras áridas. Esta variabilidad del clima ha aumentado la mortalidad de P. edulis. Por lo tanto, la disponibilidad de inóculo micorrízico compatible puede afectar en gran medida el establecimiento exitoso de plántulas de P. edulis. Los hongos ectomicorrízicos asociados probablemente desempeñarán un papel importante en la supervivencia de P. edulis con el cambio climático global continuo.

## Extracción
| Perro trufero            | Cerdo trufero                                    |
| ------------------------ | ------------------------------------------------ |
| Agudo sentido del olfato | Agudo sentido del olfato                         |
| Debe ser entrenado       | Habilidad innata para olfatear trufas            |
| Fácil de controlar       | Tendencia a comer las trufas una vez encontradas |

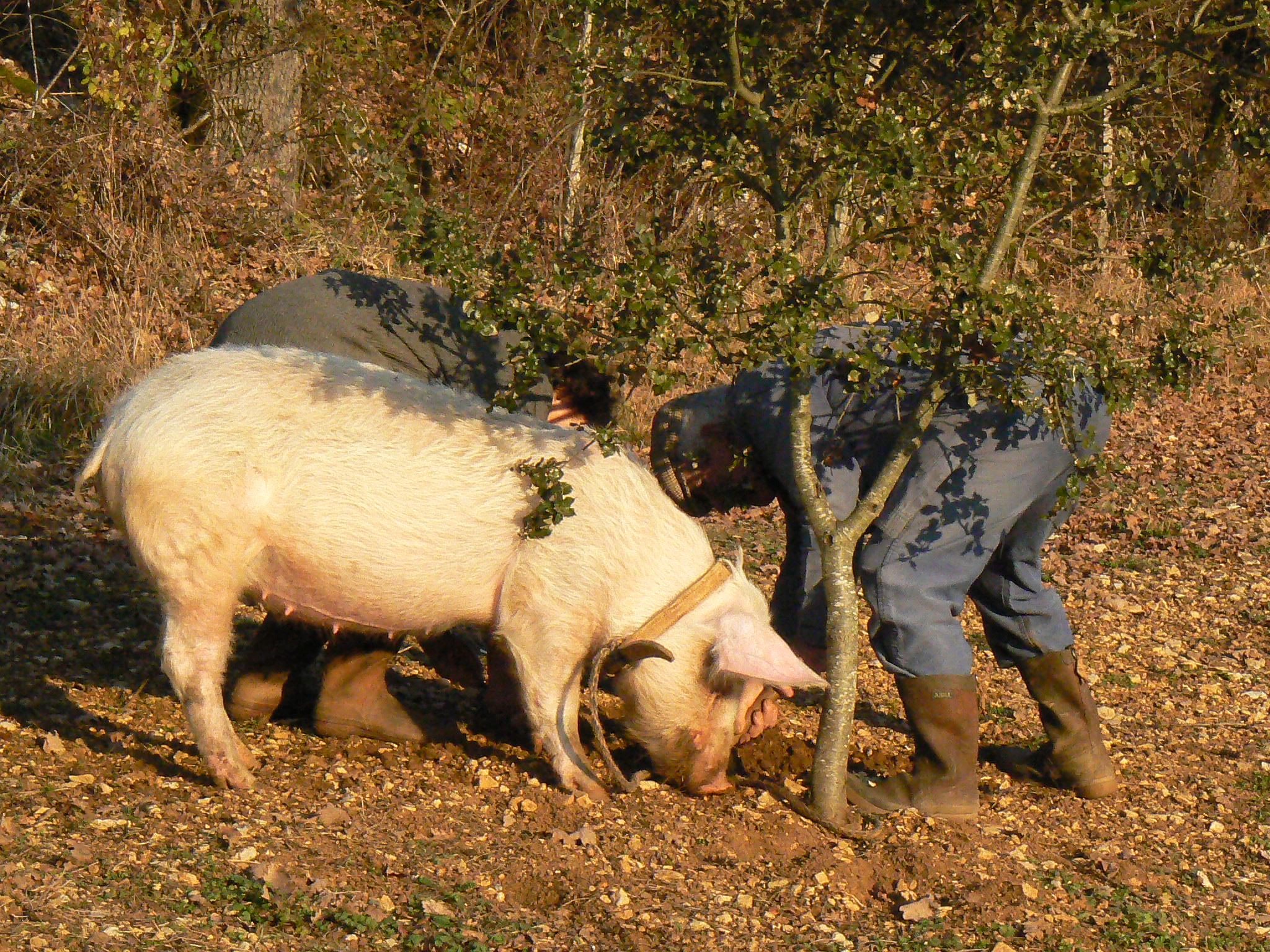
Un cerdo entrenado para buscar trufas en Gignac, Lot, Francia

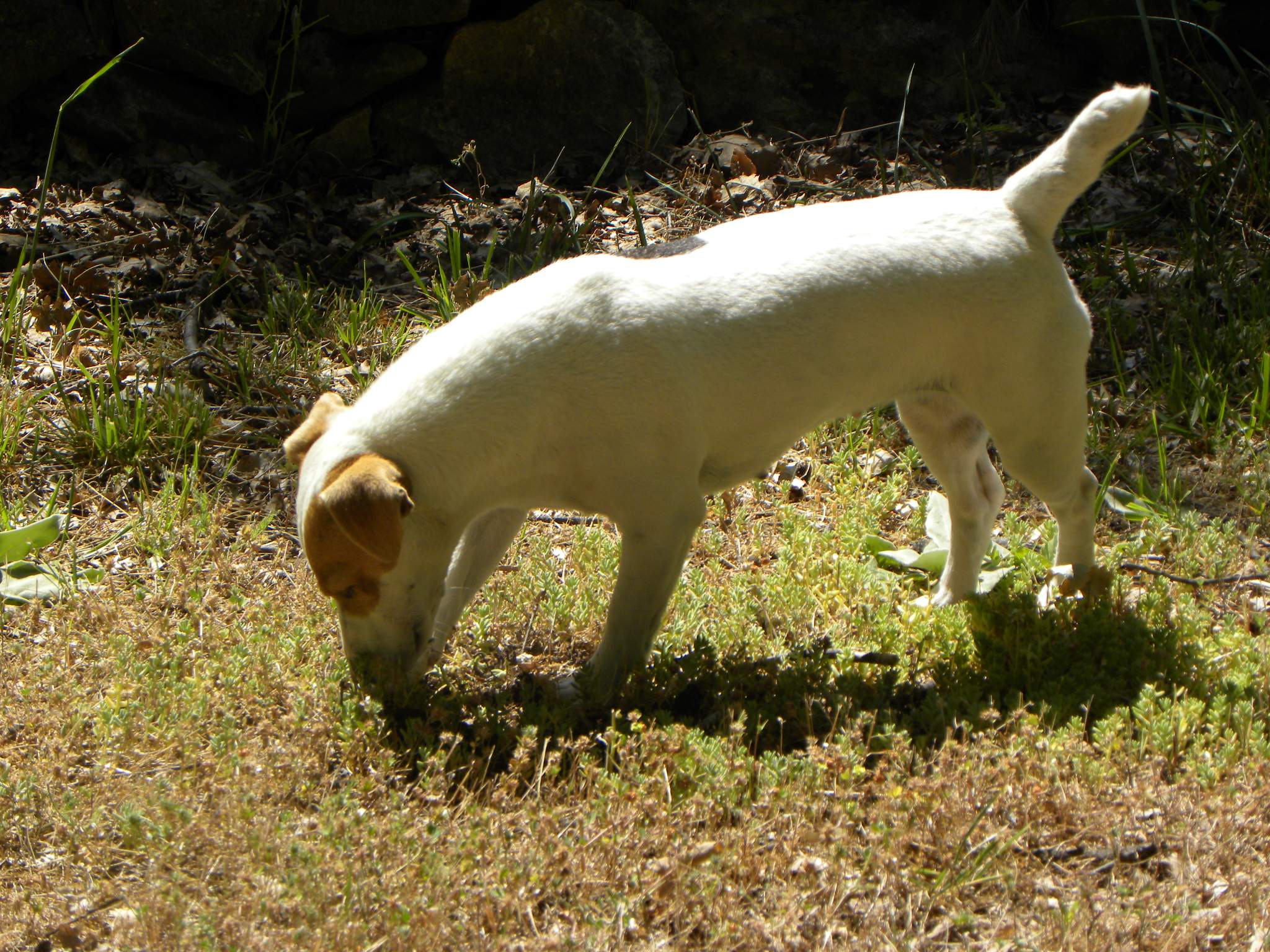
Un perro entrenado para buscar trufas en Mons, Var, Francia

Debido a que las trufas son subterráneas, a menudo se localizan con la ayuda de un animal que posee un sentido del olfato refinado. Tradicionalmente, los cerdos se han utilizado para la extracción de trufas. Se pensaba que tanto la búsqueda natural de trufas de la cerda, como su intención habitual de comerla, se debían a un compuesto dentro de la trufa similar al androstenol, la feromona sexual de la saliva del jabalí, que atrae intensamente a la cerda. Los estudios realizados en 1990 demostraron que el compuesto reconocido activamente tanto por los cerdos trufadores como por los perros es el sulfuro de dimetilo.
En Italia, el uso del cerdo para la búsqueda de trufas está prohibido desde 1985 debido al daño causado por los animales al micelio de la trufa durante la excavación que redujo la tasa de producción de la zona durante algunos años. Una alternativa a los cerdos truferos son los perros. Los perros tienen la ventaja de que no tienen un fuerte deseo de comer trufas, por lo que pueden ser entrenados para localizar esporocarpos sin desenterrarlos. Los cerdos intentan desenterrar trufas.
Las especies de moscas del género Suilla también pueden detectar los compuestos volátiles asociados con los cuerpos fructíferos subterráneos. Estas moscas ponen sus huevos sobre las trufas para proporcionar alimento a sus crías. A nivel del suelo, se pueden ver moscas Suilla volando por encima de las trufas.

## Componentes volátiles
Los componentes volátiles responsables del aroma natural de las trufas son liberados por los micelios o cuerpos fructíferos, o derivan de microbios asociados a la trufa. La ecología química de los volátiles de la trufa es compleja e interactúa con plantas, insectos y mamíferos, lo que contribuye a la dispersión de las esporas. Dependiendo de la especie de trufa, el ciclo de vida o la ubicación, incluyen:
- Azufre volátiles , presentes en todas las especies de trufas, como dimetil mono- (DMS), di- (DMDS) y tri- (DMTS) sulfuros, así como 2-metil-4,5-dihidrotiofeno, característico de la trufa blanca T. borchii y 2,4-ditiapentano presentes en todas las especies, pero característicos principalmente de la trufa blanca T. magnatum. Algunas de las trufas blancas muy aromáticas son notablemente picantes, e incluso irritan los ojos cuando se cortan o rebanan.
- Metabolitos de componentes de aminoácidos no azufrados (hidrocarburos simples y de cadena ramificada ) como el etileno (producido por micelios de trufas blancas que afectan la arquitectura de la raíz del árbol huésped), así como 2-metilbutanal, 2-metilpropanal y 2-feniletanol (también comunes en levadura de panadería).
- Volátiles derivados de ácidos grasos (alcoholes C8 y aldehídos con un olor fúngico característico, como 1-octen-3-ol y 2-octenal). El primero se deriva del ácido linoleico y es producido por la trufa blanca madura T. borchii.
- Los derivados del tiofeno parecen ser producidos por simbiontes bacterianos que viven en el cuerpo de la trufa. El más abundante de estos, 3-metil, 4-5 dihidrotiofeno, contribuye al aroma de la trufa blanca.[58][59]
- Varias especies y variedades de trufas se diferencian en función de su contenido relativo o ausencia de sulfuros, éteres o alcoholes, respectivamente. El aroma almizclado y sudoroso de las trufas es similar al de la feromona androstenol que también se encuentra en los humanos.[60] A partir de 2010, se han estudiado los perfiles volátiles de siete especies de trufas negras y seis blancas.[61]

## Uso culinario

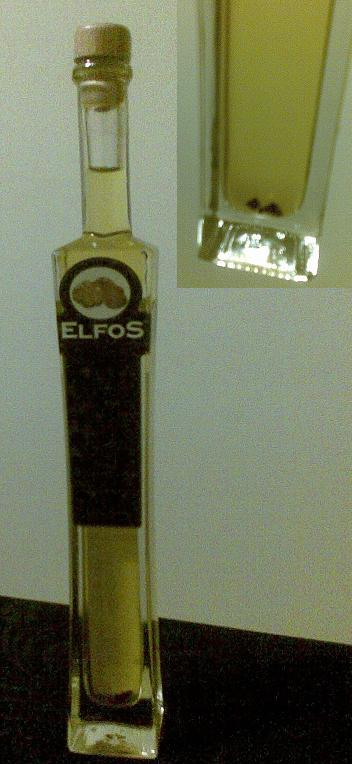
Aceite aromatizado con trufa (aceite de oliva con Tuber melanosporum).

Debido a su alto precio y su penetrante aroma, las trufas se utilizan con moderación. Los suministros se pueden encontrar comercialmente como productos frescos sin adulterar o en conserva, generalmente en una salmuera ligera.
Sus compuestos químicos se infunden bien con grasas como mantequilla, crema, quesos, aguacates y crema de coco.
Como los aromas volátiles se disipan más rápido cuando se calientan, las trufas generalmente se sirven crudas y afeitadas sobre alimentos simples y calientes donde se resaltará su sabor, como la pasta con mantequilla o los huevos. Las láminas finas de trufa se pueden introducir en carnes, debajo de la piel de aves asadas, en preparaciones de foie gras, en patés o en rellenos. Algunos quesos especiales también contienen trufas. Las trufas también se utilizan para producir sal de trufa y miel de trufa.
Las trufas blancas, solo deben ser afeitadas encima de los platos. Una sencilla pasta fresca, risotto o huevos revueltos se encuentran entre los clásicos. Otro maridaje recomendado son los espárragos al vapor con un huevo frito encima.
A las trufas negras, se le puede dar un poco de calor suave para resaltar el sabor. Una elaboración común es calentar lentamente un poco de mantequilla en una sartén con los hongos raspados, añadir huevos y revolver; o mezclado en una salsa de queso horneado o frittata. También es una excelente opción para dorar el lirio y afeitarlo sobre carpaccio de res o para infundirlo en una salsa para bistec con vino.
Mientras que los chefs alguna vez pelaban las trufas, en los tiempos modernos, la mayoría de los restaurantes cepillan las trufas con cuidado y las afeitan o cortan en dados con la piel para aprovechar al máximo el valioso ingrediente. Algunos restaurantes cortan discos circulares de pulpa de trufa y usan las pieles para salsas.

### Aceite
El aceite de trufa se utiliza como un sustituto conveniente y de bajo coste de las trufas, para dar sabor o para realzar el sabor y el aroma de las trufas en la cocina. Algunos productos llamados "aceites de trufa" no contienen trufas, o incluyen piezas de variedades de trufas baratas y poco apreciadas, que no tienen mucho valor culinario, simplemente para destacar. La gran mayoría es aceite aromatizado artificialmente con un agente sintético como el 2,4-ditiapentano.
El nombre científico está incluido en la lista de ingredientes de los aceites de trufa infundidos con trufas naturales.

### Vodka
Debido a que más moléculas aromáticas en las trufas son solubles en alcohol, se puede usar el vodka para llevar un sabor a trufa más complejo y preciso que el aceite sin la necesidad de aromatizantes sintéticos. Muchos productores comerciales usan 2,4-ditiapentano independientemente, ya que se ha convertido en el sabor dominante que la mayoría de los consumidores, no expuestos a las trufas frescas pero familiarizados con los aceites, asocian con ellas. Debido a que la mayoría de las naciones occidentales no tienen requisitos de etiquetado de ingredientes para las bebidas espirituosas, los consumidores a menudo no saben si se han utilizado aromatizantes artificiales. Se utiliza como aguardiente por derecho propio, mezcla de cóctel o aromatizante de alimentos.